# Xinguogong Wen Tianxiangtempel
Xinguogong Wen Tianxiangtempel is een tempel die ter herinnering van de Chinese volksheld Wen Tianxiang is gebouwd en is gelegen in Xin'angucheng. Het werd in de Qing-dynastie tijdens de regeerperiode van keizer Aisin-Gioro Yongyan gebouwd door de plaatselijke bewoners van de omgeving. Het gebouw is rijk versierd met gedetailleerde Chinese porselein op de bovenmuren. Deze tempel was oorspronkelijk ook bedoel voor de verering van de overleden familieleden van de familie Wen (文).
Het is het grootste historische gebouw in Nantoucheng. Sinds 1984 staat het op de lijst van tweede groep van belangrijke culturele erfgoederen (第二批深圳重点文物保护单位).